# باشگاه فوتبال ترنانا
باشگاه فوتبال ترنانا (ایتالیایی: Ternana Calcio) یک باشگاه فوتبال ایتالیایی در شهر ترنی، اومبریا است.
این باشگاه در سال ۱۹۲۵ تأسیس شد و دو فصل ۷۴–۱۹۷۳ و ۷۵–۱۹۷۴ را در سری آ گذراند.

## افتخارات
- سری بی

قهرمان: ۱۹۷۲-۱۹۷۱
- سری سی

قهرمان: ۲۰۲۱-۲۰۲۰(گروه C)